# Laura Conter
Laura Conter (Torino, 29 novembre 1934) è un'ex tuffatrice italiana.

## Biografia
Nata a Torino nel 1934, a 25 anni ha partecipato ai Giochi olimpici di Roma 1960, nella gara di piattaforma 10 metri, arrivando diciassettesima con 45.55 punti, non riuscendo ad accedere alla finale, riservata alle prime 12.